# Teo Macero

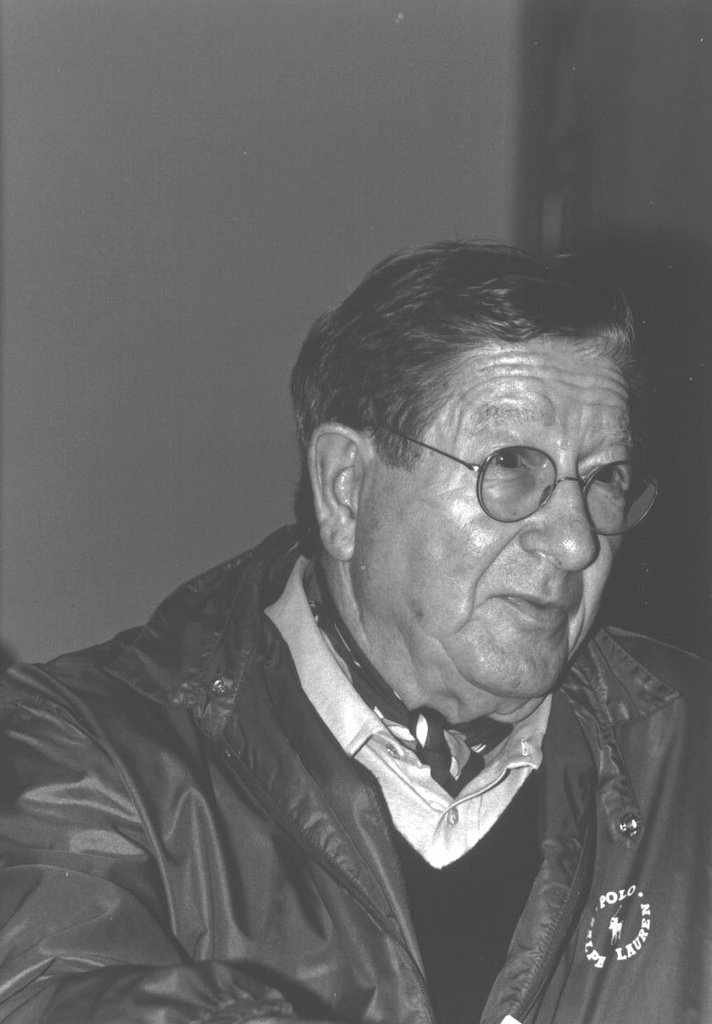
Teo Macero (1996)

Attilio Joseph „Teo“ Macero (* 30. Oktober 1925 in Glens Falls, New York; † 19. Februar 2008 in Riverhead, New York) war ein US-amerikanischer Komponist, Arrangeur, Musikproduzent und Saxophonist.
Er wurde vor allem als Produzent zahlreicher Plattenaufnahmen für das Label Columbia Records bekannt.

## Lebenslauf
1943 und 1944 machte Macero eine Ausbildung an der Navy School of Music in Washington. 1946 gab er in seinem Heimatort Musikunterricht. 1953 schloss er sein 1948 begonnenes Kompositionsstudium an der New Yorker Juilliard School als Magister ab. Zwischen 1957 und 1977 war Macero als Produzent bei Columbia Records beschäftigt. In den 70er-Jahren entwickelte er dort mit dem Trompeter Miles Davis Produktionstechniken, die mit ihren Tonbandschnitten und -collagen heute als wegweisend gelten.

## Musik
Auch unter eigenem Namen spielte er einige Platten ein, so 1953 Explorations, 1956 What’s New und 1979 Impressions Of Charles Mingus. In den Jahren 1954 und 1955 wirkte er beim Jazz Composers Workshop von Charles Mingus mit und ist auch auf dessen Platten zu hören. Weiterhin war er an Aufnahmen von Tony Bennett, Dave Brubeck, Herbie Hancock, Michel Legrand, Wallace Roney, Shirley MacLaine, Vernon Reid, Robert Palmer und DJ Logic als Musiker beteiligt.
Macero komponierte sowohl atonale als auch Third-Stream-Kompositionen. 1957 und 1958 wurde er jeweils mit dem Guggenheim-Preis für Komposition ausgezeichnet. 1958 wurde seine symphonische Komposition Fusion vom New York Philharmonic Orchestra unter der Leitung von Leonard Bernstein uraufgeführt, 1982 wurde sie von den Lounge Lizards neu aufgenommen.
1972 wirkte er als musikalischer Leiter des Konzerts Charles Mingus and Friends in Concert, das von Sy Johnson arrangiert wurde. Für den  oscarnominierten Dokumentar-Kurzfilm Spaces: The Architecture of Paul Rudolph von 1983 steuerte Macero die Musik bei.
2008 wurde in den USA eine Filmdokumentation über das Leben und Werk von Teo Macero veröffentlicht: Play That, Teo von der Regisseurin Olana DiGirolamo, Tochter des Jazz-Akkordeonisten Orlando DiGirolamo, einem Freund und Kollegen Maceros.

## Produzent
Teo Macero produzierte zahlreiche Platten; hier eine Auswahl:
- Charles Mingus – Mingus Ah Um
- Dave Brubeck – Time Out
- Miles Davis – Kind of Blue
- Miles Davis – In a Silent Way
- Miles Davis – Bitches Brew
- Don Ellis – Connection
- Larry Coryell – Le Sacre du Printemps (The Rite of Spring)
- Simon & Garfunkel – The Graduate
- The Lounge Lizards (Debütalbum)
- NoJazz – noJazz

Weiters hat er Platten von Thelonious Monk, Duke Ellington, Ella Fitzgerald, Johnny Mathis, Count Basie, Tony Bennett, Charlie Byrd, Auracle und Stan Getz produziert. Er war dafür verantwortlich, dass Charles Mingus, Thelonious Monk und Byrd einen Vertrag mit Columbia erhielten. 1999 gründete er sein eigenes Label Teorecords.

## Diskografie (Auswahl)
- Charles Mingus: Jazz Composers Workshop  (Savoy SV 0171, 1954–55)
- Charles Mingus: Jazzical Moods (Period SIP 1107, 1955), auch  unter dem Titel Intrusions (Ember CJS 832) veröffentlicht. Sie erschien als CD auch unter dem Titel The Jazz Experiments of Charles Mingus (Bethlehem) bzw. Abstractions (Affinity AFF 750).
- 1957: Teo Macero with The Prestige Jazz Quartet (OJC) mit Teddy Charles, Mal Waldron, Addison Farmer, Jerry Segal

## Filmografie (Auswahl)
- 1966: The Face of Genius (Dokumentarfilm)
- 1970: Der Weg in den Abgrund (End of the Road)
- 1979: Orphan – Freitag der 13. (The Orphan)
- 1980: Overkill – Durch die Hölle zur Ewigkeit (Fukkatsu no hi)
- 1992: Walls & Bridges